# 大久保尚哉
大久保 尚哉（おおくぼ なおや、1976年8月15日 - ）は、日本の元ラグビー選手。現在ジャパンラグビーリーグワン東京サントリーサンゴリアスの運営統括マネージャーを務めている。

## プロフィール
- 神奈川県川崎市出身。
- ポジションはロック(LO)。
- 身長 189 cm、体重 101 kg
- ニックネームはカツオ[1]。
- 日本代表通算キャップ数は6。
- 7人制日本代表に選ばれたことがある。
- 関東代表に選ばれたことがある[2]。
- U23日本代表に選ばれたことがある[3]。

## 来歴
小学校時代からラグビーを始めた。洗足学園大学附属小学校から成城学園中学校に進む。
1995年、成城学園高校卒業後、筑波大学体育専門学群に入る。なお高校時代、高校日本代表に選ばれたことがある。
1999年、筑波大学卒業後、サントリー（現・東京サントリーサンゴリアス）に加入。
2001年、ラグビーワールドカップセブンズ2001の7人制日本代表に選出された。
2009年、現役を引退した。